# Тересита (Оклахома)
Тересита (енгл. Teresita) насељено је место без административног статуса у америчкој савезној држави Оклахома.

## Демографија
По попису из 2010. године број становника је 159.
| Група             | 2000.    | 2010.      |
| Белци             | 0 (0,0%) | 93 (58,5%) |
| Афроамериканци    | 0 (0,0%) | 1 (0,6%)   |
| Азијати           | 0 (0,0%) | 7 (4,4%)   |
| Хиспаноамериканци | 0 (0,0%) | 3 (1,9%)   |
| Укупно            | 0        | 159        |